# 디스코스 (소프트웨어)
디스코스(Discourse)는 2013년 제프 앳우드, 로빈 워드, 샘 새프론이 만든 오픈 소스 인터넷 포럼, 메일링 리스트 관리 소프트웨어 애플리케이션이다. 디스코스는 퍼스트 라운드 캐피털과 그레이록 파트너스로부터 펀딩을 받았다. 이 애플리케이션은 Ember.js와 루비 온 레일즈로 개발되었다. PostgreSQL은 백엔드 데이터베이스 관리 시스템 역할을 한다.
사용성 측면에서 디스코스는 무한 스크롤링, 실시간 업데이트, 링크 확장, 드래그 앤드 드롭 첨부 파일 등 대형 소셜 네트워크에 의해 최근 대중화된 기능들을 포함함으로써 기존 포럼 소프트웨어와 구별한다. 그러나 이 프로젝트에 언급된 목표는 개선된 포럼 소프트웨어를 통해 온라인 토론을 개선한다는 점에서 기술적인 것보다는 사회적인 것이다.